# Source de courant
Une source de courant est un dispositif pouvant produire un courant électrique constant fonctionnant sur une plage de tension donnée.

## Théorie

Source de courant parfaite (rouge) ; source de courant idéale sur une plage de tension (vert) ; source de courant avec résistance en parallèle (turquoise).

Ce dispositif produit un courant stable I quelle que soit la tension à ses bornes.
Une source de courant réelle a une résistance interne en parallèle de très grande valeur (infinie dans le cas d'une source idéale).
Une source de courant ne peut pas être mise en court circuit.  

## Sources de courant réelles

Source de courant idéale et sa résistance en parallèle.

### Exemples de sources de courant
Panneau photovoltaïque : source de courant contrôlée par l'éclairement. Caractéristique semblable à la courbe verte de la figure ci contre. 
Transistor bipolaire en fonctionnement linéaire : source de courant contrôlée en courant.
Inductance : source de courant instantanée. Limite les variations brutales de courant.

### Source de courant instantanée
Une source de courant instantanée limite les variations de courant qui la traverse lors de variations de tension à ses bornes. 
Une inductance est une source de courant instantanée. 
C'est souvent cette définition de la source de courant qui est utilisée en électronique de puissance.

## Différents symboles
| symboles source de courant | symboles source de courant                |
| Source de courant a : utilisé dans la littérature américaine c : IEC 617-2:1996, utilisé dans la littérature française d : ancien symbole encore utilisé dans la littérature française | Source de courant contrôlée ou dépendante |